# اصغر رامشگر
اصغر رامشگر (متولد قائم‌شهر) بازیکن فوتبال اهل ایران است که سابقه بازی در تیم‌های پرسپولیس قائم‌شهر، نساجی مازندران، گهر دورود، پگاه گیلان،پرسپولیس شمال، فولاد خوزستان و گسترش فولاد را دارد.